# Zostera

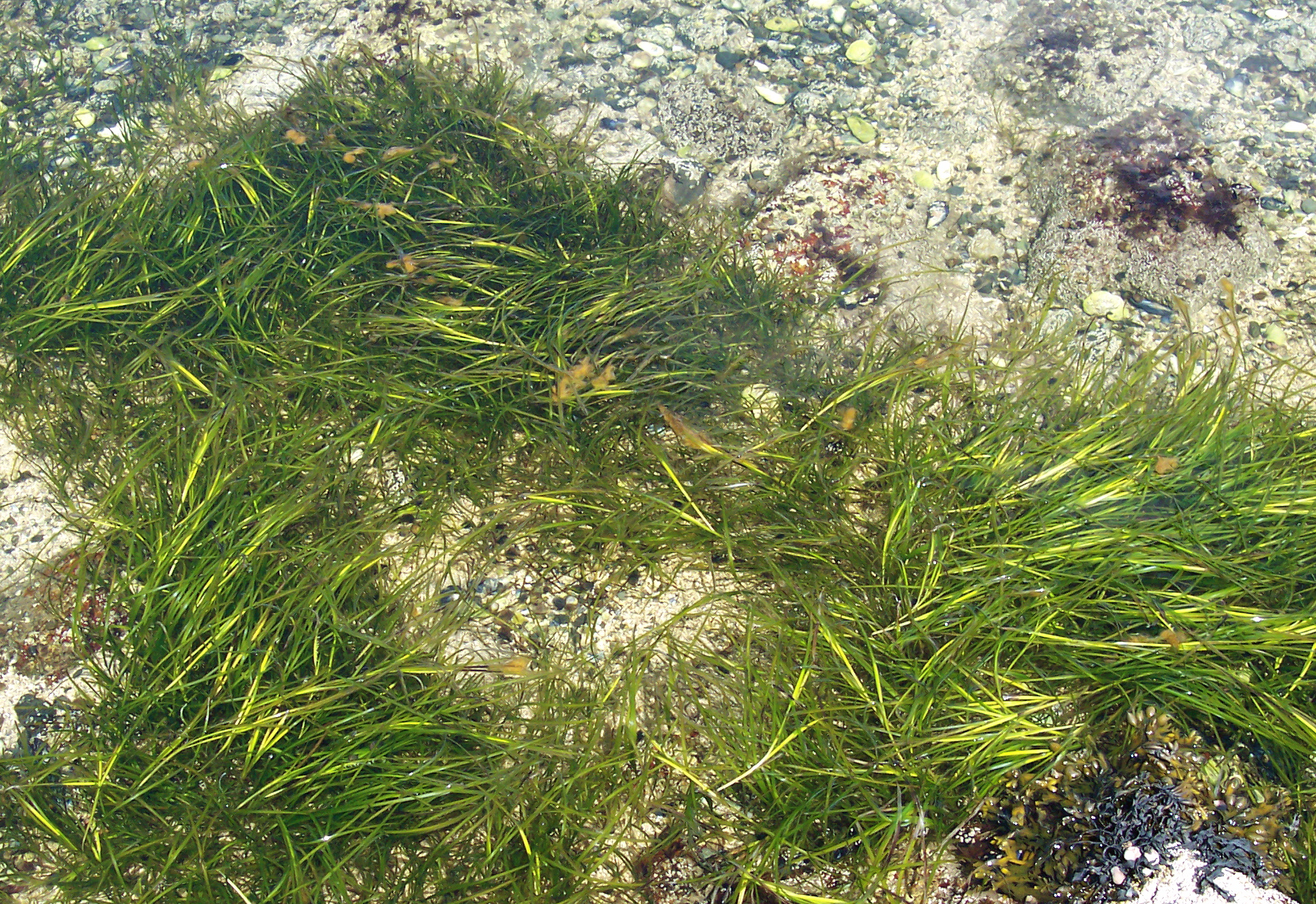
Łąka podwodna Zostera sp.

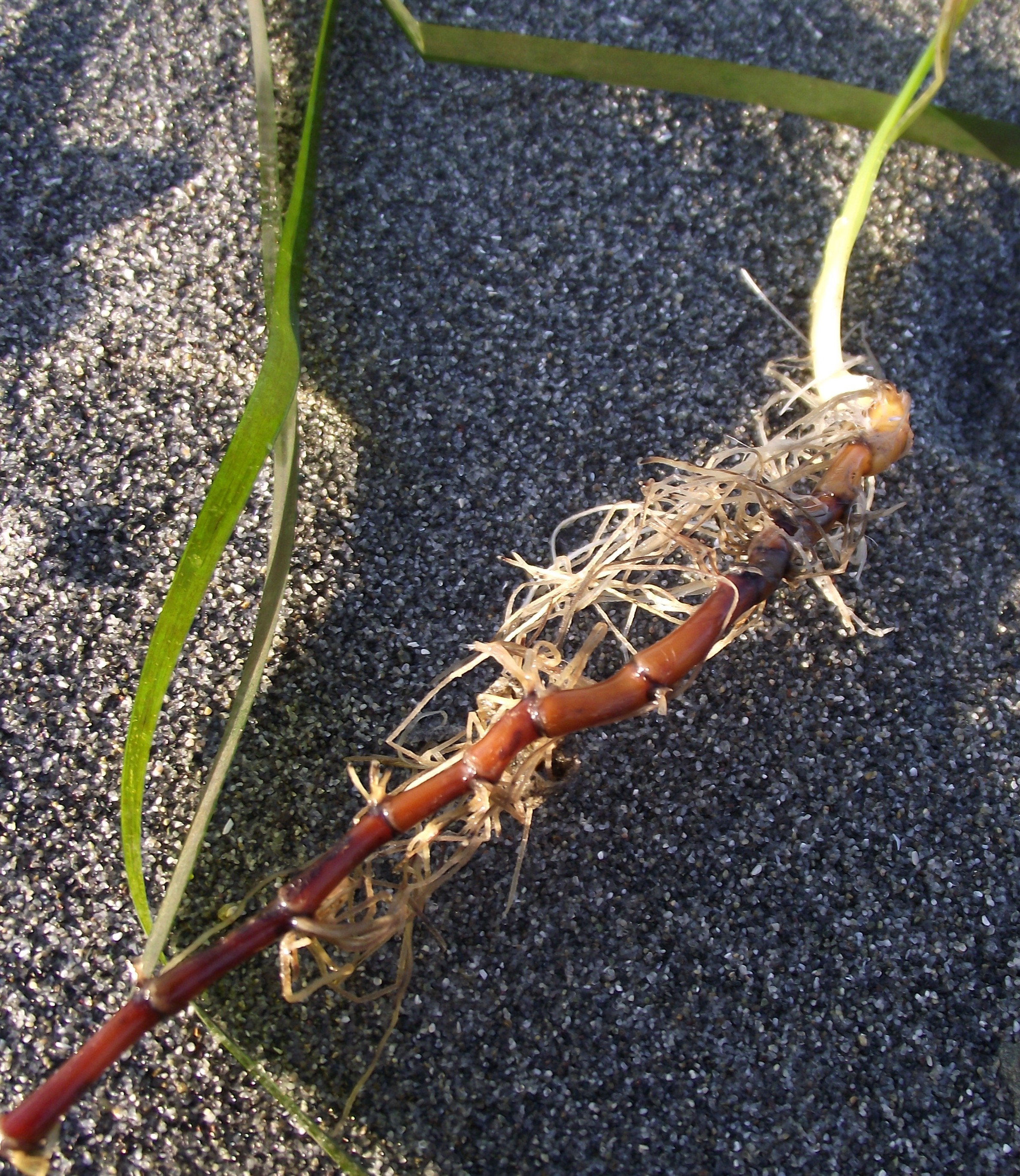
Kłącze zostery morskiej

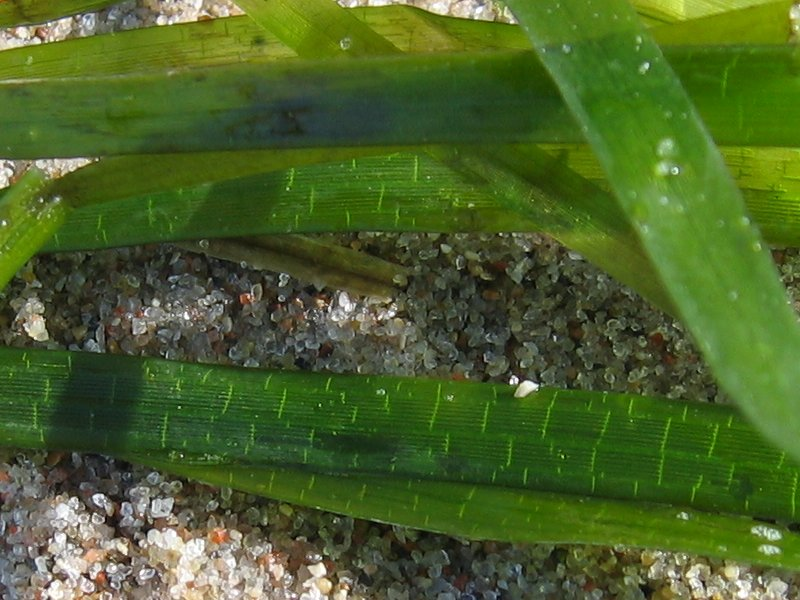
Liście zostery morskiej

Zostera, tasiemnica (Zostera L.) – rodzaj traw morskich z rodziny zosterowatych (Zosteraceae), obejmujący 15 gatunków występujących w morzach i oceanach w strefie klimatu umiarkowanego i podzwrotnikowego. W Polsce występują dwa gatunki: zostera morska (Z. marina) i zostera drobna (Z. noltii).
Nazwa naukowa rodzaju pochodzi od greckiego słowa ζόστερ (zoster – pas, obręcz).

## Zasięg geograficzny
Zostery występują w strefie litoralnej mórz i oceanów klimatu umiarkowanego i podzwrotnikowego, w Europie, Afryce, Azji, Australii i Ameryce Północnej. Rośliny te nie występują na wybrzeżach Ameryki Środkowej i Antarktyki. W Ameryce Południowej występują jedynie na wybrzeżu środkowego Chile.

## Morfologia
ŁodygaMonopodialnie rozgałęziające się kłącze, tworzące w węzłach krótkie pędy z kilkoma liśćmi.
KorzenieŁodyga ukorzenia się w węzłach, tworząc wiązkowo od 5 do 20 korzeni.
LiścieBlaszki liściowe całobrzegie lub rzadko drobnoząbkowane, równowąskie, z 3–11 równoległymi żyłkami przewodzącymi. Pochwa liściowa błoniasta lub skórzasta, uszkowata i języczkowata, otwarta lub rurowata, rozkładająca się później niż blaszka liściowa.
KwiatyRośliny jednopienne. Kwiaty jednopłciowe, zebrane w lancetowatą kolbę, otoczoną liściową pochwą kwiatostanową, siedzącą, wyrastającą pachwinowo, o spłaszczonej osi. Kwiaty męskie i żeńskie występują naprzemiennie na jednej kolbie. Kwiaty męskie często wsparte przysadką, z dwukomorowymi główkami pręcików. Słupki eliptyczne, z krótkimi szyjkami i 2 szydłowatymi lub nitkowatymi znamionami.
OwocePodobne do niełupki, jajowate do eliptycznych.

## Biologia i ekologia
RozwójWieloletnie, rzadko jednoroczne, wodne geofity (hydrogeofity).
SiedliskoStrefy litoralne mórz i oceanów. Osłonięte zatoki i otwarte wybrzeża oraz ujścia rzek i laguny, na osadach piaszczystych, kamienistych i mulistych, na głębokości od 0,5 do 20 metrów, rzadziej do 50 metrów (Zostera polychlamys).

## Systematyka
Systematyka według Angiosperm Phylogeny Website (aktualizowany system APG IV z 2016)Jeden z rodzajów z rodziny zosterowatych (Zosteraceae) w obrębie rzędu żabieńcowców (Alismatales) należących do kladu jednoliściennych.
Wykaz gatunków
- Zostera angustifolia (Hornem.) Rchb.
- Zostera asiatica Miki
- Zostera caespitosa Miki
- Zostera capensis Setch.
- Zostera capricorni Asch.
- Zostera caulescens Miki
- Zostera japonica Asch. & Graebn.
- Zostera marina L. – zostera morska
- Zostera mucronata Hartog
- Zostera muelleri Irmisch ex Asch.
- Zostera nigricaulis (J.Kuo) S.W.L.Jacobs & Les
- Zostera noltii Hornem. – zostera drobna
- Zostera novazelandica Setch.
- Zostera polychlamys (J.Kuo) S.W.L.Jacobs & Les
- Zostera tasmanica M.Martens ex Asch.

## Zagrożenie i ochrona
14 gatunków zostery zostało ujętych w Czerwonej księdze gatunków zagrożonych:
- Zostera asiatica – status NT (bliski zagrożenia)[11], populacja malejąca
- Zostera caespitosa – status VU (narażony)[12], populacja malejąca
- Zostera capensis – status VU (narażony)[13], populacja malejąca
- Zostera caulescens – status NT (bliski zagrożenia)[14], populacja malejąca
- Zostera chilensis – status EN (zagrożony)[15], populacja malejąca
- Zostera geojeensis – status EN (zagrożony)[16], populacja malejąca – gatunek o nieustalonym statusie taksonomicznym
- Zostera japonica – status LT (mniejszej troski)[17], populacja rosnąca
- Zostera marina – status LT (mniejszej troski)[18], populacja malejąca
- Zostera muelleri – status LT (mniejszej troski)[19], populacja stabilna
- Zostera nigricaulis – status LT (mniejszej troski)[20], populacja malejąca
- Zostera noltii – status LT (mniejszej troski)[21], populacja malejąca
- Zostera pacifica – status LT (mniejszej troski)[22] – gatunek obecnie uznany za synonim Zostera marina
- Zostera polychlamys – status LT (mniejszej troski)[10], populacja stabilna
- Zostera tasmanica – status LT (mniejszej troski)[23], populacja stabilna

W Polsce zostera morska objęta jest ochroną gatunkową na podstawie Rozporządzenia Ministra Środowiska z dnia 9 października 2014 r. w sprawie ochrony gatunkowej roślin. Roślina ta umieszczona jest też na Czerwonej liście roślin i grzybów Polski (2006), jako gatunek wymierając (kategoria zagrożenia: E). Gatunek ten występuje w 3 specjalnych obszarach ochrony siedlisk systemu Natura 2000: Ostoja Słowińska, Wolin i Uznam oraz Zatoka Pucka i Mierzeja Helska.
Zostera drobna w Polsce prawdopodobnie wymarła. Dawniej występowała w okolicach Gdańska

## Zastosowanie
Liście, kłącza i nasiona zostery morskiej są jadalne. Liście są spożywane na surowo lub gotowane. Ich nasady są kruche i słodkie. Korzenie są żute. Są ostre i słodkie. Suszone i sproszkowane kłącza stosowane są jako przyprawa, świeże kłącza i liście są często wykorzystywane jako dania świąteczne przez rdzenną ludność Ameryki Północnej.